# Luis Alberto Ahumada
Luis Alberto Ahumada (Taco Ralo, 24 de abril de 1899-2010) fue un abogado y político argentino de la Unión Cívica Radical, que se desempeñó como diputado nacional por la provincia de Catamarca (1932-1938) y como interventor federal en la misma provincia en 1963. Fue tres veces candidato a gobernador en 1939, 1946 y 1949.

## Biografía
Nació en Taco Ralo (provincia de Tucumán) en 1899. En 1920 se recibió de abogado en la Facultad de Derecho y Ciencias Sociales de la Universidad de Buenos Aires.
Se radicó en la provincia de Catamarca, donde fue presidente del Consejo de Educación provincial de 1924 a 1926 y ministro de Gobierno en 1928, durante la breve gobernación de Tomás Vergara.
En las elecciones legislativas de 1931, fue elegido diputado nacional por la provincia de Catamarca por la Unión Cívica Radical Antipersonalista, siendo reelegido en 1934 por la Concordancia, con mandato hasta 1938. Fue vocal de la comisión de Presupuesto y Hacienda.
En las elecciones provinciales de 1939, se postuló por primera vez como candidato a gobernador por la Unión Cívica Radical (UCR). Producto de las múltiples denuncias de fraude electoral, incluyendo una denuncia sobre traslado de ciudadanos de otras provincias a votar en Catamarca, el gobierno del presidente Roberto M. Ortiz intervino la provincia (a cargo de Juan Gregorio Cerezo) y los resultados fueron anulados, celebrándose elecciones en 1941.
En las elecciones provinciales de 1946, volvió a ser candidato a gobernador por la UCR. Acompañado en la fórmula por Gustavo Adolfo Walther, la lista quedó en segundo lugar con el 36,47%, ganando el candidato del Partido Laborista, Pacífico Rodríguez, con el 54,41%.
En las elecciones provinciales de 1949, volvió a postularse a gobernador en la lista de la UCR, acompañado por Marcial Avellaneda. Obtuvieron el 38,65% de los votos, frente al 61,35% del candidato peronista, Vicente Saadi. Solo ganó en el departamento Valle Viejo por un solo voto de diferencia (650 contra 649).
En junio de 1963, fue designado interventor federal de Catamarca, por el presidente José María Guido, ocupando el cargo hasta octubre del mismo año.
Fue director y propietario del diario El Progreso. Desde 1949 presidió el Colegio de Abogados de Catamarca y también fue profesor de historia y rector del Colegio Nacional de Catamarca.